# Lannepax
Lannepax är en kommun i departementet Gers i regionen Occitanien i sydvästra Frankrike. Kommunen ligger i kantonen Eauze som tillhör arrondissementet Condom. År 2022 hade Lannepax 532 invånare.

## Befolkningsutveckling
Antalet invånare i kommunen Lannepax
Referens:INSEE